# Assim Madibo
Assim Omer Al Haj Madibo, abrégé Assim Madibo, né le 22 octobre 1996 au Qatar, est un footballeur qatarien-soudanais. Il évolue au poste de milieu de terrain à Al-Duhail SC.

## Carrière

### En club
Assim Madibo rejoint le Cultural Leonesa en décembre 2015 en compagnie d'Almoez Ali, autre joueur qatarien passé par Linz.
Transféré ensuite au Qatar, au Lekhwiya SC, il participe à la Ligue des champions d'Asie.

### En sélection
Avec les moins de 20 ans, il participe à la Coupe du monde des moins de 20 ans en 2015. Lors de cette compétition organisée en Nouvelle-Zélande, il joue deux matchs : contre la Colombie, et le Portugal.
Le 11 novembre 2022, il est sélectionné par Félix Sánchez Bas pour participer à la Coupe du monde 2022.

## Statistiques
| Saison                | Club                  | Championnat           | Championnat | Championnat | Coupe(s) nationale(s) | Coupe(s) nationale(s) | Compétition(s) continentale(s) | Compétition(s) continentale(s) | Compétition(s) continentale(s) | Total | Total |
| Saison                | Club                  | Division              | M.          | B.          | M.                    | B.                    | Comp.                          | M.                             | B.                             | M.    | B.    |
| 2015-2016             | LASK Linz             | Erste Liga            | 1           | 0           | 0                     | 0                     | -                              | -                              | -                              | 1     | 0     |
| 2015-2016             | Cultural Leonesa      | Segunda División B    | 1           | 0           | -                     | -                     | -                              | -                              | -                              | 1     | 0     |
| 2016-2017             | Lekhwiya SC           | Qatar Stars League    | 12          | 0           | 0                     | 0                     | ACL                            | 4                              | 0                              | 16    | 0     |
| Total sur la carrière | Total sur la carrière | Total sur la carrière | 14          | 0           | 0                     | 0                     | -                              | 4                              | 0                              | 18    | 0     |

## Palmarès
Il remporte le championnat d'Asie des moins de 19 ans en 2014 avec l'équipe du Qatar.
Il gagne aussi le championnat du Qatar en 2016-2017 avec le Lekhwiya SC.